# Maja Matevžič
Maja Matevžič (* 13. Juni 1980 in Ljubljana) ist eine ehemalige slowenische Tennisspielerin.

## Karriere
Matevžič, die laut ITF am liebsten auf Rasenplätzen spielte, begann im Alter von zehn Jahren mit dem Tennissport. In ihrer Laufbahn gewann sie ein WTA-Turnier im Einzel und zwei WTA-Titel im Doppel sowie vier Einzel- und fünf Doppeltitel auf dem ITF Circuit.
Als Mitglied der Olympiamannschaft spielte Matevžič bei den Olympischen Spielen 2004 in Athen für Slowenien.

## Turniersiege

### Einzel
| Nr. | Datum            | Turnier    | Kategorie  | Belag             | Finalgegnerin  | Ergebnis |
| --- | ---------------- | ---------- | ---------- | ----------------- | -------------- | -------- |
| 1   | 20. Oktober 2002 | Bratislava | WTA Tier V | Hartplatz (Halle) | Iveta Benešová | 6:0, 6:1 |

### Doppel
| Nr. | Datum            | Turnier    | Kategorie    | Belag             | Partnerin        | Finalgegnerinnen                | Ergebnis |
| --- | ---------------- | ---------- | ------------ | ----------------- | ---------------- | ------------------------------- | -------- |
| 1   | 19. Oktober 2002 | Bratislava | WTA Tier V   | Hartplatz (Halle) | Henrieta Nagyová | Nathalie Dechy Meilen Tu        | 6:4, 6:0 |
| 2   | 23. Mai 2003     | Straßburg  | WTA Tier III | Sand              | Sonya Jeyaseelan | Laura Granville Jelena Kostanić | 6:4, 6:4 |